# Расницын, Александр Павлович

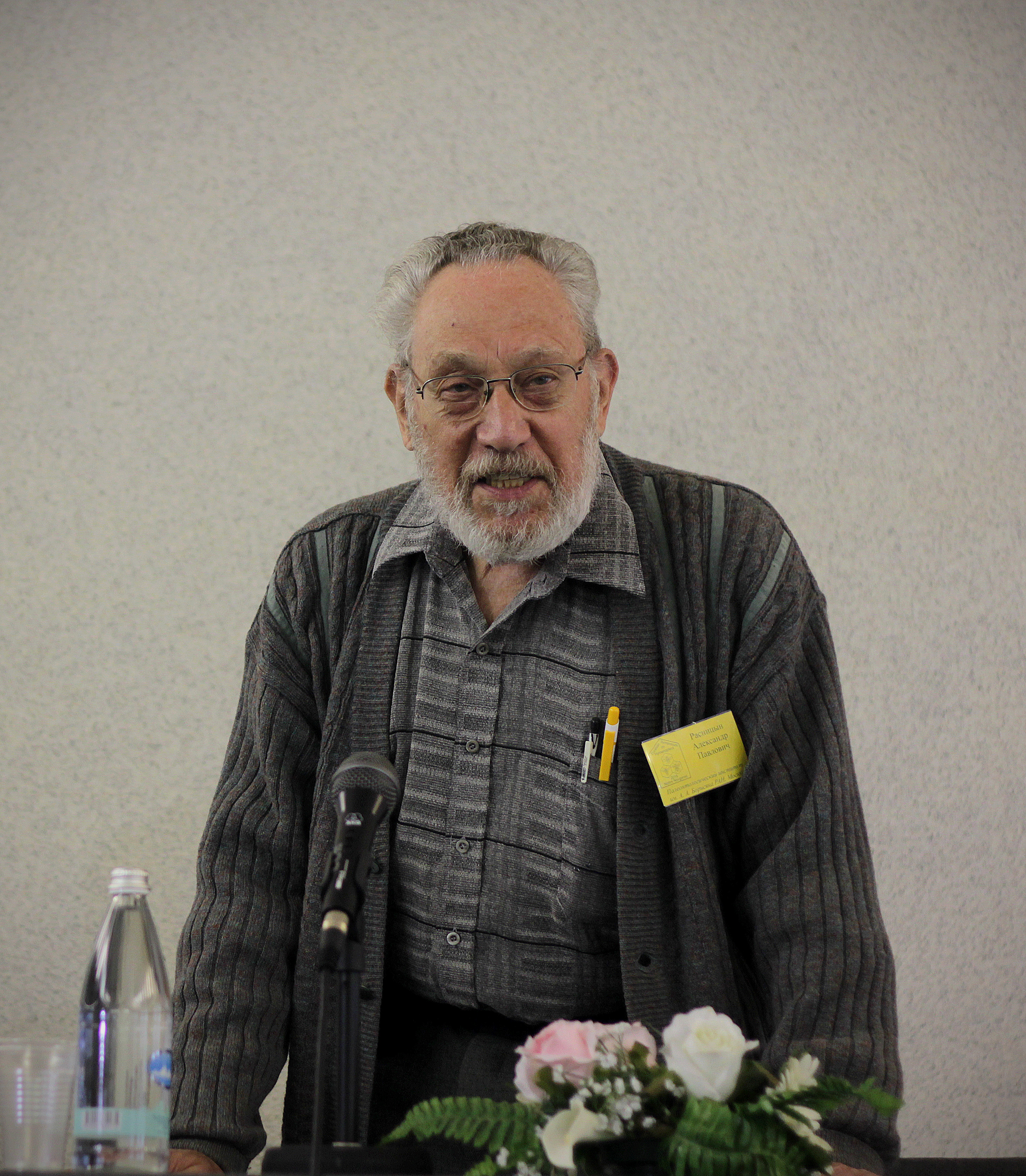
Расницын А.П. на Евро-азиатском Симпозиуме по перепончатокрылым насекомым (III Симпозиум стран СНГ), прошедший в Нижнем Новгороде на базе Нижегородского государственного университета им. Н.И. Лобачевского. 06.09.2015

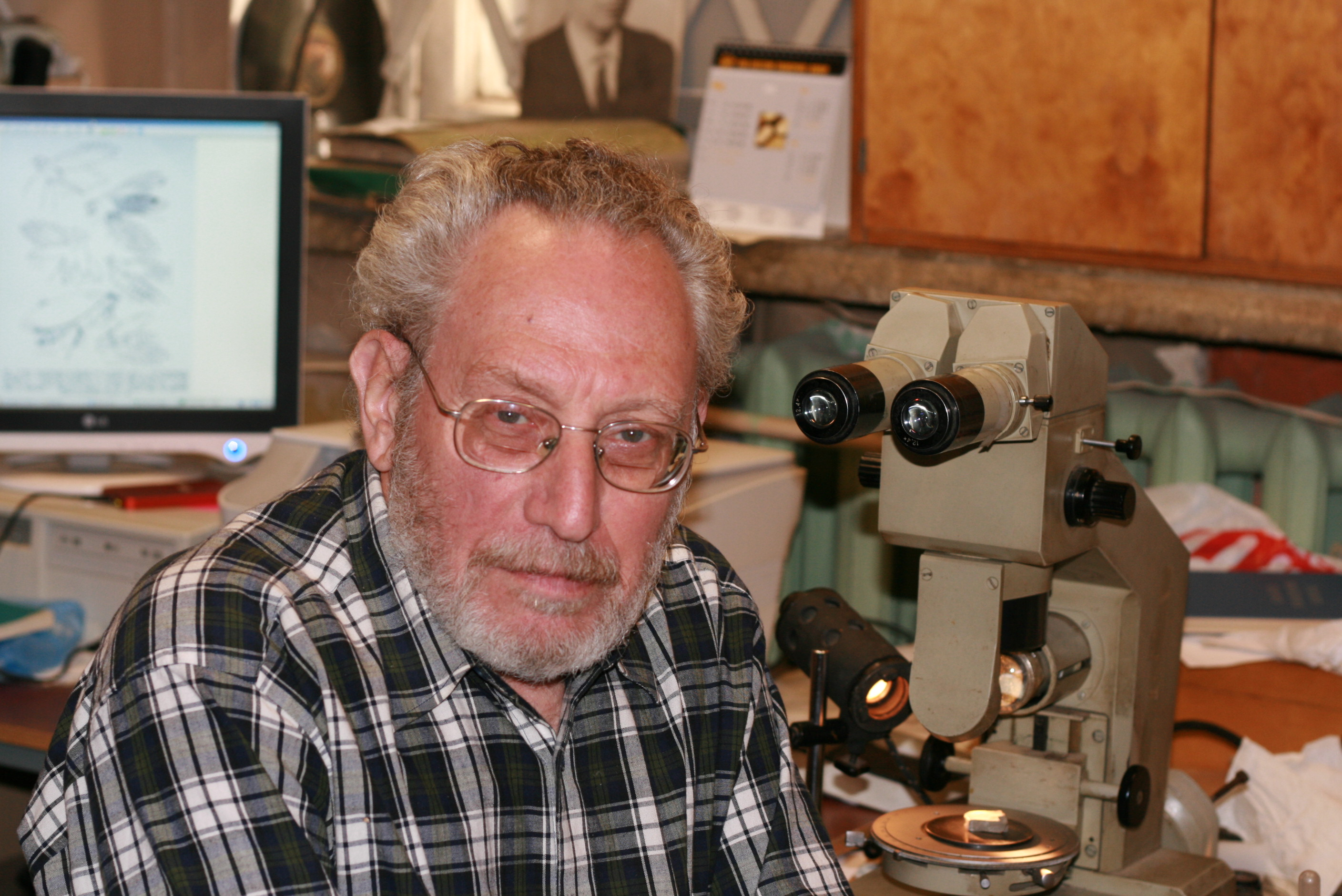
А. П. Расницын за своим бинокуляром

Алекса́ндр Па́влович Расни́цын (род. 24 сентября 1936, Москва) — советский и российский энтомолог, один из ведущих специалистов в области палеоэнтомологии. Заслуженный деятель науки Российской Федерации (2001).
Научные интересы лежат в области палеонтологии, филогении и систематики перепончатокрылых насекомых и насекомых в целом, а также в области эволюционной теории, принципов филогенетики, таксономии, зоологической номенклатуры, палеоэкологии. Автор более 300 научных работ, описавший более 800 видов членистоногих, в основном — ископаемых насекомых.

## Биография
А. П. Расницын родился 24 сентября 1936 года в Москве. В школьные годы ходил в Кружок Юных Биологов Московского зоопарка.
В 1955—1960 годах учился на кафедре энтомологии Биолого-почвенного факультета Московского государственного университета. Окончил университет с отличием. Дипломная работа посвящена зимовкам наездников-ихневмонид подсемейства Ichneumoninae.
В 1960 году поступил на работу в лабораторию артропод Палеонтологического института АН СССР.
В 1967 году защитил диссертацию кандидата биологических наук на тему «Мезозойские перепончатокрылые отряда Symphyta и эволюция семейства Xyelidae».
В 1978 — диссертация доктора биологических наук «Происхождение и эволюция перепончатокрылых насекомых».
В 1979 году возглавил лабораторию артропод.
В 1991 году получает звание профессора.
В 1996 году уступает должность заведующего лаборатории В. В. Жерихину, но в 2002, после смерти В. В. Жерихина, вновь возглавляет лабораторию.
С 2001 по 2005 — президент Международного Палеоэнтомологического общества.
С 2007 — член Совета Русского энтомологического общества.
С 1956 до 2009 провел более 20 полевых сезонов в разных концах России и бывшего СССР, включая Фергану, Иссык-Куль, Центральную Азию, Забайкалье, Таймыр, Охотск, Сихотэ-Алинь и другие районы Сибири и Дальнего Востока, Монголию.

## Основные научные достижения
А. П. Расницын — один из крупнейших в мире палеоэнтомологов, автор около 250 родов и более 800 видов ископаемых насекомых из различных отрядов. Известен как создатель современной системы одного из крупнейших отрядов насекомых (Hymenoptera).
Один из ведущих специалистов в области палеонтологии и систематики перепончатокрылых насекомых. Идеи А. П. Расницына легли в основу современной системы отряда Hymenoptera. Вопреки традиционному разделению перепончатокрылых на сидячебрюхих (Symphyta) и стебельчатобрюхих (Apocrita), он предложил разделение отряда на «пилильщиков» (Siricina) и «паразитических и жалящих» (Vespina). При этом надсемейство паразитических сидячебрюхих Orussoidea, традиционно включаемое в Symphyta, было объединено со стебельчатобрюхими в подотряде Vespina.
Выдвинул гипотезу возникновения полета у насекомых, согласно которой крылья впервые появляются для управления планирующим полетом у сравнительно крупных насекомых, перешедших к питанию генеративными органами древесных растений.
Один из самых последовательных оппонентов кладизма. На основе принципов традиционной систематики развивает третье направление в таксономии, для которого предложено название «филетика» и которое, в отличие от фенетики, строит систему с учётом не только сходства и гиатусов, но и генеалогии.
Внес значительный вклад в развитие эпигенетической теории эволюции. Сформулировал принцип адаптивного компромисса и тезис о несводимости макроэволюции к микроэволюционным процессам.
Совместно с В. В. Жерихиным разрабатывал теорию экологических кризисов. Внес значительный вклад в развитие палеоэкологии.

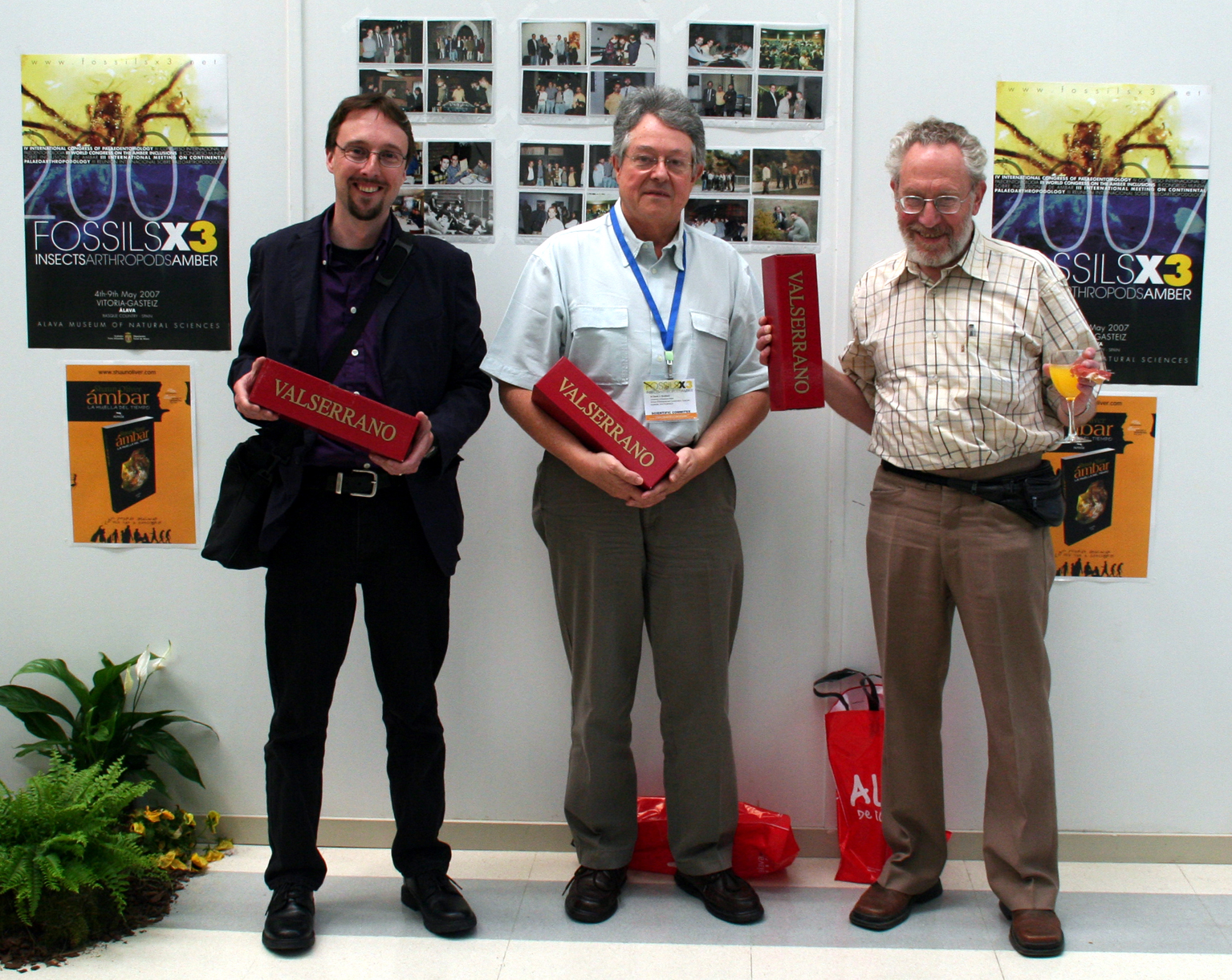
Президенты Международного Палеоэнтомологического общества: (слева направо) Эндрю Росс, Дэнис Бразерс и Александр Павлович Расницын

## Награды
- Орден Дружбы (9 февраля 2012) - за большие заслуги в развитии науки и многолетнюю плодотворную деятельность[5]
- Заслуженный деятель науки Российской Федерации (2001)

## Животные, описанные А. П. Расницыным
А. П. Расницын описал около 250 родов и более 800 видов членистоногих, в основном — ископаемых. Ниже приводится список только самых крупных таксономических категорий (подотряды, надсемейства, семейства, подсемейства, трибы), описанных Расницыным.
- Подотр. †Eolepidopterigina Rasn., 1983 — подотряд бабочек с семейством Eolepidopterigidae Rasn., 1983 [6]
- Подотр. †Aneuretopsychina Rasnitsyn et Kozlov, 1990 — подотряд скорпионниц с семейством Aneuretopsychidae Rasnitsyn et Kozlov, 1990 [7]
- Надсем. †Karatavitoidea Rasn., 1963 — мезозойское надсемейство инфраотряда Orussomorpha Newman, 1834. Включает единственное семейство Karatavitidae Rasn., 1963 [8][9]
- Надсем. †Bethylonymoidea Rasn., 1975 — мезозойское надсемейство стебельчатобрюхих перепончатокрылых с единственным семейством Bethylonymidae Rasn., 1975. Предполагаемые предки жалящих перепончатокрылых [10]
- Сем. †Parapamphiliidae Rasn., 1968 — впоследствии включено в состав Sepulcidae Rasn., 1968 как подсемейство Parapamphiliinae Rasn., 1968 [11]
- Сем. †Xyelydidae Rasn., 1968 — мезозойское семейство сидячебрюхих перепончатокрылых надсемейства Pamphilioidea[11]
- Сем. †Gigasiricidae Rasn., 1968 — юрское семейство сидячебрюхих перепончатокрылых надсемейства Siricoidea[11]
- Сем. †Xyelotomidae Rasn., 1968 — мезозойское семейство сидячебрюхих перепончатокрылых надсемейства Tenthredinoidea[11]
- Сем. †Pararchexyelydae Rasn., 1968  мезозойское семейство сидячебрюхих перепончатокрылых неясного систематического положения[11]
- Сем. †Praeaulacidae Rasn., 1972 — мезозойское семейство стебельчатобрюхих перепончатокрылых надсемейства Evanioidea [12]
- Сем. †Maimetshidae Rasn., 1975 — меловое семейство стебельчатобрюхих перепончатокрылых надсемейства Ceraphronoidea[10]
- Сем. †Cretevaniidae Rasn., 1975 — семейство стебельчатобрюхих перепончатокрылых надсемейства Evanioidea[10]
- Сем. †Kotujellidae Rasn., 1975 — семейство стебельчатобрюхих перепончатокрылых надсемейства Evanioidea[10] (позднее включено в состав Gasteruptiidae Ashmead, 1900[13])
- Сем. †Anomopterellidae Rasn., 1975 — семейство стебельчатобрюхих перепончатокрылых надсемейства Evanioidea[10]
- Сем. †Baissidae Rasn., 1975 – семейство стебельчатобрюхих перепончатокрылых надсемейства Evanioidea[10] (позднее включено в состав Aulacidae Schuckard, 1841 [14])
- Сем. †Ichneumonomimidae Rasn., 1975 — семейство стебельчатобрюхих перепончатокрылых неясного систематического положения, сближаемое с Ichneumonoidea[10]
- Сем. †Angarosphecidae Rasn., 1975 — семейство стебельчатобрюхих перепончатокрылых надсемейства Scolioidea[10]
- Сем. †Falsiformicidae Rasn., 1975 — меловое семейство стебельчатобрюхих перепончатокрылых надсемейства Scolioidea[10]
- Сем. †Baissodidae Rasn., 1975 — семейство стебельчатобрюхих перепончатокрылых неясного систематического положения[10]
- Сем. †Evenkiidae Rasn., 1977 — карбоновое семейство отряда Protortoptera[15]
- Сем. †Permonkidae Rasn., 1977 — семейство отряда Miomoptera[15]
- Сем. †Palaeomantiscidae Rasn., 1977 — семейство отряда Miomoptera[15]
- Сем. †Karataidae Rasn., 1977 — семейство стебельчатобрюхих перепончатокрылых [16]
- Сем. †Electrotomidae Rasn., 1977 — семейство Tenthredinoidea из Балтийского янтаря [17]
- Сем. †Praeichneumonidae Rasn., 1983 — нижнемеловое семейство стебельчатобрюхих перепончатокрылых надсемейства Ichneumonoidea[18]
- Сем. †Strashilidae Rasnitsyn, 1992 — семейство необычных мекоптероидных насекомых. Предположительные предки вшей [19]
- Сем. †Saurodectidae Rasnitsyn et Zherikhin, 2000 — мезозойское семейство пухоедов [20]
- Сем. †Andreneliidae Rasnitsyn et Martinez-Delclos, 2000 — семейство стебельчатобрюхих перепончатокрылых надсемейства Evanioidea [21]
- Сем. †Tshekarcephalidae Novokshonov et Rasnitsyn, 2000 — палеозойское семейство неясного систематического положения [22]
- Сем. †Daohugoidae Rasn. et Zhang Haichun, 2004 — семейство пилильщиков надсемейства Siricoidea[23]
- Сем. †Khutelchalcididae Rasnitsyn, Basibuyuk et Quicke, 2004 — семейство хальцидоидов
- Сем. †Radiophronidae Ortega-Blanco, Rasnitsyn et Delclos, 2010 — мезозойское семейство стебельчатобрюхих перепончатокрылых надсемейства Ceraphronoidea[24]
- Сем. †Myanmarinidae Zhang & Rasnitsyn, 2017 — мезозойское семейство стебельчатобрюхих перепончатокрылых надсемейства Stephanoidea[25]
- Сем. †Mesophthiridae Gao, Shih, Rasnitsyn & Ren, 2019[26]
- Подсем. †Archexyelinae Rsan., 1964 — подсемейство Xyelidae Newman, 1834 [27]
- Подсем. †Dolichostigmatinae Rasn., 1968 — подсемейство Anaxyelidae Martynov., 1925[11]
- Подсем. †Karatavitinae Rasn., 1968 — подсемейство Karatavitidae Rasn., 1963[11]
- Подсем. †Sepulcinae Rasn., 1968 — первоначально описано как подсемейство Karatavitidae Rasn., 1963[11], позднее выделено в отдельное семейство Sepulcidae Rasn., 1968 [28]
- Подсем. †Auliscinae Rasn., 1968 — подсемейство Karatavitidae Rasn., 1963[11]
- Подсем. †Praesiricinae Rasn., 1968 — первоначально описано как подсемейство Karatavitidae Rasn., 1963, позднее выделено в отдельное семейство Praesiricidae Rasn. 1968[11]
- Подсем. †Madygellinae Rasn., 1969 — подсемейство Xyelidae Newman, 1834[28]
- Подсем. †Cleistogastrinae Rasn., 1975 — подсемейство Megalyridae Schletterer, 1889[10]
- Подсем. Proscoliinae Rasn., 1977 — современное подсемейство сколий[29]
- Подсем. †Juralydinae Rasn., 1977 — подсемейство Pamphiliidae Cameron, 1890[15]
- Подсем. †Mesorussinae Rasn., 1977 — подсемейство Orussidae Mewman, 1834[15]
- Подсем. †Cretogonalinae Rasn., 1977 — подсемейство Trigonalidae Cresson, 1867[15]
- Подсем. †Manlayinae Rasn., 1986 — подсемейство Aulacidae Schuckard, 1841[30]
- Подсем. †Ghilarellinae Rasn., 1986 — подсемейство Sepulcidae Rasn., 1968[31]
- Подсем. †Trematothoracinae Rasn., 1986 — подсемейство Sepulcidae Rasn., 1968[31]
- Подсем. †Priorvespinae Carpenter et Rasnitsyn, 1990 — подсемейство Vespidae Latrielle, 1802[32]
- Подсем. †Archaeoscoliinae Rasnitsyn, 1993 — подсемейство сколий[33]
- Подсем. †Karataoserphinae Rasnitsyn, 1994 — подсемейство Mesoserphidae Kozlov, 1970[34]
- Подсем. †Iscopininae Rasnitsyn, 1980 — подсемейство Pelecinidae Haliday, 1840.
- Триба †Angaridyelini Rasn., 1966 — триба подсемейства Macroxyelinae Ashmead, 1898 семейства Xyelidae[35]
- Триба †Cretodinapsini Rasn., 1977 — триба подсемейства Megalyrinae семейства Megalyridae[15]
- Триба †Gigantoxyelini Rasn., 1969 —– триба подсемейства Macroxyelinae Ashmead, 1898 семейства Xyelidae Newmann, 1834

## Животные, названные в честь А. П. Расницына
В честь А. П. Расницына названо более 50 видов животных, а также ряд таксонов надвидового ранга:
- Rasnicynipidae Kovalev, 1996 (замещающее название для Rasnitsyniidae Kovalev, 1994[37]) — вымершее семейство орехотворок с родом Rasnicynips Kovalev, 1996 (замещающее название для Rasnitsynia Kovalev 1994)
- Alexrasnitsyniidae Prokop & Nel, 2011 — семейство палеозойского отряда Diaphanopterodea с родом Alexrasnitsynia Prokop & Nel, 2011
- Plumalexiidae Brothers, 2011 — вымершее семейство перепончатокрылых насекомых с родом и видом Plumalexius rasnitsyni Brothers, 2011
- Alexarasniidae Gorochov, 2011 — вымершее семейство эмбий с родом Alexarasnia Gorochov, 2011
- Rasnitsynaphididae Homan & Wegierek, 2011 — вымершее семейство тлей с родом Rasnitsynaphis Homan & Wegierek, 2011
- Rasnitsynitini Kasparyan, 1994 — триба перепончатокрылых насекомых из вымершего подсемейства Townesitinae семейства Ichneumonidae с родом Rasnitsynites Kasparyan, 1994[38]
- Rasnitsynella Krivolutzkii, 1976 — вымерший род клещей[39]
- Rasnitsynia Pagliano et Scaramozzino, 1989 (замещающее название для Oligoneuroides Zhang, 1985) — вымерший род перепончатокрылых насекомых семейства Braconidae
- Rasnitsynitilla Lelej, 2006 — род перепончатокрылых насекомых из семейства Mutillidae[40]
- Alicodoxa rasnitsyni Emeljanov et Shcherbakov, 2011 — вымерший род и вид носаток семейства Dictyopharidae
- Palerasnitsynus Wichard, Ross et Ross, 2011 — вымерший род ручейников семейства Psychomyiidae
- Rasnitsynala Zessin, Brauckmann et Groening, 2011 — род стрекоз палеозойского семейства Erasipteridae
- Gonatocerus rasnitsyni — ископаемый вид хальциноидных наездников из семейства Mymaridae
- Odontomyrme rasnitsyni Lelej, 2021 — вид ос-немок
- Epeolus rasnitsyni Astafurova et Proshchalykin, 2021 — вид пчёл рода Epeolus из подсемейства Nomadinae (Apidae).
- Raphiglossa rasnitsyni Fateryga, 2021 — вид одиночных ос семейства Vespidae
- Aleksiana  Krzemiński et al., 2021 (Aleksiana rasnitsyni, Limoniidae, Diptera)
- Cretobibio rasnitsyni  Lukashevich et al., 2021 (Bibionidae, Diptera)
- Electrotrichia rasnitsyni  Melnitsky et al., 2021 (Hydroptilidae, Trichoptera)
- Epilestes rasnitsyni  Felker et al., 2021 (Permagrionidae, Odonata)
- Forcipomyia rasnitsyni  Szadziewski et al., 2021 (Ceratopogonidae, Diptera)
- Kamopanorpa rasnitsyni  Bashkuev et al., 2021 (Microptysmatidae, Protomeropina = Permotrichoptera)
- Madygembia rasnitsyni  Aristov & Storozhenko, 2021 (Alexarasniidae, Embiida)
- Rovnoxestus rasnitsyni  Dietrich et al., 2021 (Cicadellidae, Hemiptera)
- Triassodotes rasnitsyni  Sinitshenkova, 2021 (Misthodotidae, Ephemeroptera, Permoplectoptera)
- Zygadenia alexrasnitsyni Strelnikova et Yan, 2021 (Ommatidae, Coleoptera)
- Drymomyrmex rasnitsyni Radchenko, 2021 (Муравьи)
- Sakhalinoctonus alexrasnitsyni Davidian, 2021 (Бракониды)
- Rasnichneumon alexandri Kopylov et al., 2021 (Ichneumonidae)
- Heteroichneumon rasnitsyni Kopylov et al., 2021 (Ichneumonidae)

## Список публикаций
А.П. Расницын - автор более 300 научных работ, в том числе — 17 монографий (из них 9 — в соавторстве).

### Основные работы
- Расницын А. П. Происхождение и эволюция низших перепончатокрылых. — Труды ПИН АН СССР. — М.: Наука, 1969. — Т. 123. — 196 с.
- Расницын А. П. Высшие перепончатокрылые мезозоя. — Труды ПИН АН СССР. — М.: Наука, 1975. — Т. 147. — 132 с.
- Расницын А. П. Происхождение и эволюция перепончатокрылых насекомых. — Труды ПИН АН СССР. — М.: Наука, 1980. — Т. 174. — 190 с. — 1300 экз.
- Историческое развитие класса насекомых / Под ред. Б. Б. Родендорфа и А. П. Расницына. — Труды ПИН АН СССР. — М.: Наука, 1980. — Т. 175. — 256 с. — 2000 экз.
- Расницын А. П. Избранные труды по эволюционной биологии. — М.: Т-во научных изданий КМК. 2005. — 347 с.
- Rasnitsyn, A. P. and Quicke, D. L. J. History of Insects. — Dordrecht: Kluwer Academic Publishers, 2002. — 517 с. — ISBN 1-4020-0026-X.
- Расницын А. П., Длусский Г. М. Палеонтологическая история муравьёв. — «Муравьи и защита леса», (Материалы XII Всероссийского мирмекологического симпозиума). — Новосибирск, 2005. — С.49-53.
- Жерихин В. В., Пономаренко А. Г., Расницын А. П. Введение в палеоэнтомологию. М.: КМК, 2008. 371 с. ISBN 978-5-87317-454-6